# ラジオビタミン
『ラジオビタミン』は、NHKラジオ第1放送で2008年3月31日から2012年3月19日まで放送されていた情報ワイド番組である。放送時間は原則として毎週月曜から金曜までの朝8:30 - 11:50の放送。

## 概要
- 『きょうも元気でわくわくラジオ』をリニューアルしたもので、暮らしに役立つ情報は勿論の事、新たに「ビタミンソング」と題して、主にリスナーからのリクエストを中心に、ジャンル不問で思い出に残る、元気が出ると言ったエピソード紹介を含めて曲をかけるコーナーも設けた。
- 前番組同様、祝日には『鎌田實いのちの対話』（生放送のほか、過去のアンコール放送もあり）などの特集番組（この場合は国会中継が9:00からの場合と同様8:55で終了。2010年4月29日は番組自体全面休止）、夏休み時期は『夏休み子ども科学電話相談』や高校野球中継（この期間は「子ども科学相談」は高校野球が中止・中断になっても放送・電話による相談の募集は一切なし。メールのみ募集する。高校野球については春休み期間も該当）などに差し替えられる場合がある。
  - なお、2008年度の夏休み時期（8月中旬）は、北京オリンピック中継などの兼ね合いで、通常放送していない土曜日の時間にも放送されていた。内容は、「ときめきインタビュー」のアンコール放送が主体。BGMはかつて放送されていた「土曜わくわくラジオ」のものを使用。
  - また高校野球開催期間中の雨天による中止・中断時も、「ときめきインタビュー」のアンコールを中心にした編成となっている。
  - 高校野球が当初から1日3試合以下（午前9:30以後開始）である場合、中継が始まるまでの時間調整としてリスナーから寄せられた葉書・メールの紹介と軽音楽を放送する。（なお、2011年度<番組最終年度>は省エネ策のため、初日と決勝戦以外は8時開始だったため、雨天中止・ないしは遅延であった場合のみだったが、実際は中止・遅延はなかった）
- テーマ曲は、作曲家佐藤直紀による「パレット」。バージョンは3種類あり、フルバージョン、9:00以降のニュース明け用（特集番組や国会中継で8:30～8:55までの放送の場合は8:30にも流れる）、毎時30分のニュース明け用がある。
- 2012年3月19日をもって番組を終了。3月20日（春分の日）の祝日編成[1]と3月21日からの第84回選抜高等学校野球大会中継を挟み、4月2日からは「すっぴん!」に引き継ぐ。これに伴い「ラジオいきいき倶楽部」時代から11年間ラジオ第一の朝ワイド番組を担当してきた村上は卒業し、朝の顔を藤井彩子に引き継ぐ事になった。この最終回は9:55までの短縮版で、そのあと10:05ごろから新番組引継ぎの意味をこめた「すっぴん!」の予告編「プレ・すっぴん!」を送った。

## 出演者
- キャスター
  - 村上信夫アナウンサー
  - 神崎ゆう子

これまで、基本的に男女1名ずつのアンカーが隔週で担当していたパターンを見直し、村上アナと神崎が連日担当するパターンとなった。
※村上アナが祝日の特集番組『鎌田實いのちの対話』担当で出張不在の場合は神崎が一人で進行するが、現地にいる村上アナから電話によるトークが行われる。2011年4月29日の放送では村上アナに加え、鎌田實も電話で生出演した（当日、国会中継が組まれる関係で後日放送となったため）。

## タイムテーブル
- 原則として月曜から金曜までの放送。

8:30 オープニング
8:35 ニュース
8:38 暮らしスパイス
9:05 お天気あっちこっち（「ラジオあさいちばん」気象キャスターの伊藤みゆきが担当）・私の愛情レシピ
9:33 みんなで子育て・おしゃべりスクエア
9:53頃 「ここはふるさと 旅するラジオ」の生放送があるときのみ、進行役を務めるアナウンサーから電話によるリポートがある（主に月曜～木曜。セレクション放送のある日はリポートの放送はない）。
10:05 ときめきインタビュー(月～木曜)、ときめきカルチャー(金曜)
11:05 ラジオビタミン中継(月～木曜)、ビタミンソング(金曜日はスペシャル)
11:29頃 緊急地震速報に関するおしらせ（随時）
11:33 おしゃべりスクエア
11:45 エンディング（11:50終了・月に数回11:49終了の時もあり、その際は1分間スポット等が流れる）
- 毎正時から5分間と11時台を除く毎時30分（祝日は8時台以外休止）から3分間は全国ニュース
- 毎年1月17日と9月1日が平日にあたる場合に限り『ラジオ災害情報交差点』（ラジオ情報交差点に限りNHK-FMでも同時放送）を内包される形で放送した。
- 毎時55分から5分間はローカルニュースなど。
  - NHKワールド・ラジオ日本は海外安全情報を放送
- 祝日・国会中継がある場合は時間短縮での放送（9:55で終了することがほとんど）。なお、時間短縮の場合は内容も大幅に変更され、お便りとリクエスト曲を中心に送る。祝日は通常放送の場合もある。国会中継が10:00開始の場合は10時台のコーナーが9時台に移り、9時台と11時台のコーナーは休止となる。
- NHKワールド・ラジオ日本でも同時放送されるが、11時台では11:00から国際放送独自の日本語ニュースを10分間、海外安全情報を5分間放送するため11:15からの途中飛び乗りとなる。
  - 放送日が祝日にあたる場合は11:00からの国際放送独自の日本語ニュースは土日と同様5分間放送した後に本番組を同時放送するが、ラジオ第1放送のニュース終了時のタイミングにより途中飛び乗りとなる場合がある。
  - 2010年11月3日（文化の日）には奈良県生駒市の北コミュニティセンター「ISTAはばたき」から本番組開始以来、初めての公開生放送が行われた。
  - 当該時間帯にラジオ第1放送で国会中継や高校野球全国大会が放送されるときはFM放送で放送している「弾き語りフォーユー」（11:30からの放送はFM放送と同時刻であるが、月～木曜日が国内同時放送で金曜日が時差放送となる）、地上デジタルラジオ実用化試験放送で放送している「サウンドパサージュ」、「エターナルサウンズ」など別番組に差し替える。
  - 2011年1月17日は8:35～10:55に「地域の絆があなたを守る～第1回防災ラジオドラマコンテストから～」の放送（国際放送は8:30、9:00、10:00の各5分間の全国のニュースを除き、FM・デジタルラジオ実用化試験放送の番組に差し替え）のため11:05から（国際放送は11:15からの途中飛び乗り）の放送となった。
  - 2011年3月14日～18日は東日本大震災の関連ニュースを中心にFM放送でも本番組が同時放送された（ステレオ放送。一部時間帯を安否情報に差し替え）。